# The Donna Summer Anthology
The Donna Summer Anthology — сборник американской певицы Донны Саммер, выпущенный 21 сентября 1993 года на лейбле Casablanca Records.

## Об альбоме
В сборник вошло большинство самых известных песен Саммер с самого начала её карьеры. Ранний репертуар певицы, выпущенный в 1970-е годы, представлял собой диско-музыку, впоследствии она выпускала альбомы в разных жанрах и стилях. Большинство треков в этом сборнике — это оригинальные альбомные версии песен, однако присутствуют и сингловые версии (7", 12"). На сборнике впервые изданы песни, записанные для альбома I’m a Rainbow, но релиз которого так и не состоялся в 1981 году (официально будет выпущен только в 1996 году). Также на альбоме появляется новая песня «Carry On», это первая работа Саммер и Мородера с 1981 года. Четыре года спустя песня была ремикширована и издана в качестве сингла, став большим танцевальным хитом. Саммер также получила «Грэмми» за лучшую танцевальную запись, её первую победу с 1984 года и пятую победу в общей сложности.

## Список композиций
| №                   | Название                        | Автор(ы)                                                | Из альбома                   | Длительность |
| ------------------- | ------------------------------- | ------------------------------------------------------- | ---------------------------- | ------------ |
| 1.                  | «Love to Love You Baby»         | Донна Саммер, Джорджо Мородер, Пит Белотт               | Love to Love You Baby (1975) | 3:21         |
| 2.                  | «Could It Be Magic»             | Адриен Андерсен, Барри Манилоу                          | A Love Trilogy (1976)        | 3:54         |
| 3.                  | «Try Me, I Know We Can Make It» | Донна Саммер, Джорджо Мородер, Пит Белотт               | A Love Trilogy (1976)        | 4:46         |
| 4.                  | «Spring Affair»                 | Донна Саммер, Джорджо Мородер, Пит Белотт               | Four Seasons of Love (1976)  | 4:02         |
| 5.                  | «Love’s Unkind»                 | Донна Саммер, Джорджо Мородер, Пит Белотт               | I Remember Yesterday (1977)  | 4:26         |
| 6.                  | «I Feel Love»                   | Донна Саммер, Джорджо Мородер, Пит Белотт               | I Remember Yesterday (1977)  | 5:51         |
| 7.                  | «Once Upon a Time»              | Донна Саммер, Джорджо Мородер, Пит Белотт               | Once Upon a Time (1977)      | 4:00         |
| 8.                  | «Rumour Has It»                 | Донна Саммер, Джорджо Мородер, Пит Белотт               | Once Upon a Time (1977)      | 4:54         |
| 9.                  | «I Love You»                    | Донна Саммер, Джорджо Мородер, Пит Белотт               | Once Upon a Time (1977)      | 4:41         |
| 10.                 | «Last Dance»                    | Пол Джабара                                             | Thank God It’s Friday (1978) | 4:57         |
| 11.                 | «MacArthur Park»                | Джимми Уэбб                                             | Live and More (1978)         | 6:25         |
| 12.                 | «Heaven Knows»                  | Донна Саммер, Джорджо Мородер, Пит Белотт               | Live and More (1978)         | 3:52         |
| 13.                 | «Hot Stuff»                     | Пит Белотт, Харольд Фальтермайер, Кит Форси             | Bad Girls (1979)             | 6:46         |
| 14.                 | «Bad Girls»                     | Донна Саммер, Брюс Судано, Эдвард Хокнсон, Джо Эспозито | Bad Girls (1979)             | 4:56         |
| 15.                 | «Dim All the Lights»            | Донна Саммер                                            | Bad Girls (1979)             | 4:23         |
| 16.                 | «Sunset People»                 | Пит Белотт, Харольд Фальтермайер, Кит Форси             | Bad Girls (1979)             | 6:24         |
| Общая длительность: | Общая длительность:             | Общая длительность:                                     | Общая длительность:          | 77:38        |

| №                   | Название                                                        | Автор(ы)                                                       | Из альбома                                        | Длительность |
| ------------------- | --------------------------------------------------------------- | -------------------------------------------------------------- | ------------------------------------------------- | ------------ |
| 1.                  | «No More Tears (Enough Is Enough)» (Duet with Barbra Streisand) | Пол Джабара, Брюс Робертс                                      | On the Radio: Greatest Hits Volumes I & II (1979) | 4:41         |
| 2.                  | «On the Radio»                                                  | Донна Саммер, Джорджо Мородер                                  | On the Radio: Greatest Hits Volumes I & II (1979) | 5:50         |
| 3.                  | «The Wanderer»                                                  | Донна Саммер, Джорджо Мородер                                  | The Wanderer (1980)                               | 3:45         |
| 4.                  | «Cold Love»                                                     | Пит Белотт, Харольд Фальтермайер, Кит Форси                    | The Wanderer (1980)                               | 3:38         |
| 5.                  | «I’m a Rainbow»                                                 | Брюс Судано                                                    | I’m a Rainbow (1981/96)                           | 4:04         |
| 6.                  | «Don’t Cry for Me, Argentina»                                   | Тим Райс, Эндрю Ллойд Уэббер                                   | I’m a Rainbow (1981/96)                           | 4:20         |
| 7.                  | «Love Is in Control (Finger on the Trigger)»                    | Куинси Джонс, Род Темпертон, Мерриа Росс                       | Donna Summer (1982)                               | 4:19         |
| 8.                  | «State of Independence" (Anderson, Vangelis)»                   | Джон Андерсон, Вангелис                                        | Donna Summer (1982)                               | 5:49         |
| 9.                  | «She Works Hard for the Money»                                  | Донна Саммер, Майкл Омартиан                                   | She Works Hard for the Money (1983)               | 5:18         |
| 10.                 | «Unconditional Love»                                            | Донна Саммер, Майкл Омартиан                                   | She Works Hard for the Money (1983)               | 4:41         |
| 11.                 | «There Goes My Baby»                                            | Бенджамин Нельсон, Лавер Паттерсон, Джордж Тридвелл            | Cats Without Claws (1984)                         | 4:06         |
| 12.                 | «Supernatural Love»                                             | Донна Саммер, Брюс Судано, Майкл Омартиан                      | Cats Without Claws (1984)                         | 3:34         |
| 13.                 | «All Systems Go»                                                | Донна Саммер, Харольд Фальтермайер                             | All Systems Go (1987)                             | 4:10         |
| 14.                 | «This Time I Know It’s for Real»                                | Донна Саммер, Мэтт Эйткен, Пит Уотерман, Майк Сток             | Another Place and Time (1989)                     | 3:36         |
| 15.                 | «I Don’t Wanna Get Hurt»                                        | Мэтт Эйткен, Пит Уотерман, Майк Сток                           | Another Place and Time (1989)                     | 3:26         |
| 16.                 | «When Love Cries»                                               | Донна Саммер, Кит Даймонд, Пол Читен, Энтони Смит, Ларри Хенли | Mistaken Identity (1991)                          | 5:14         |
| 17.                 | «Friends Unknown»                                               | Донна Саммер, Кит Даймонд, Энтони Смит, Ванесса Смит           | Mistaken Identity (1991)                          | 3:44         |
| 18.                 | «Carry On»                                                      | Мариэтта Уотерс, Джорджо Мородер                               |                                                   | 3:41         |
| Общая длительность: | Общая длительность:                                             | Общая длительность:                                            | Общая длительность:                               | 77:56        |

## Чарты
| Чарт (2012)                 | Высшая позиция |
| --------------------------- | -------------- |
| Бельгия/Фландрия (Ultratop) | 173            |

## Сертификации и продажи
| Регион                                                       | Сертификация | Продажи  |
| ------------------------------------------------------------ | ------------ | -------- |
| Франция (SNEP)                                               | Золотой      | 100 000* |
| * Данные о продажах приведены только на основе сертификации. |              |          |